# والپلینه
والپلینه (به ایتالیایی: Valpelline) یک کومونه در ایتالیا است که در واله دائوستا واقع شده‌است. والپلینه ۳۱ کیلومتر مربع مساحت و ۶۲۰ نفر جمعیت دارد و ۹۶۴ متر بالاتر از سطح دریا واقع شده‌است.